# Nu te Zien!
Nu te Zien! is een wekelijks kunst- en cultuurprogramma op de Nederlandse televisie van de AVROTROS waarin museumdirecteuren kijkers wekelijks wijzen op een niet te missen tijdelijke tentoonstelling die op dat moment te zien is.

## Achtergrond
Het programma startte op 15 oktober 2008 als Opium, gepresenteerd door Cornald Maas en ging hoofdzakelijk over het nieuwe aanbod voor cultuurliefhebbers, zoals nieuwe muziek- en theatervoorstellingen, tentoonstellingen en films. In de typische Opium-uitzending werd in een feestelijk ingerichte studio gepraat over deze onderwerpen, maar er waren ook reportages en voorproefjes.
Na één seizoen kwam daar in juni 2009 ook Opium op Oerol bij waar Maas als gastheer in dagelijkse live-uitzendingen het Oerol Festival op Terschelling versloeg. Dit programma wordt nog steeds elk jaar dagelijks uitgezonden in de week van het Oerol Festival. Opium had op 10 december 2015 zijn laatste uitzending, wel zijn er nog enkele uitzendingen geweest bij speciale gelegenheden. In het laatste seizoen bracht het cabaretduo Yentl en De Boer wekelijks een lied over de (culturele) actualiteit, een vervolg op hun dagelijkse optreden tijdens OPIUM op Oerol.

## Radio
Het tv-programma Opium was afgeleid van het gelijknamige radioprogramma Opium dat al sinds 1991 bestond, eerst op Radio 2, later op Radio 5 en vervolgens op Radio 1. Toen het programma in 2013 naar Radio 4 verhuisde, werd de naam gewijzigd in Opium op 4. Het is sindsdien een dagelijks lateavondprogramma (maandag tot en met vrijdag), uitgezonden vanuit Vondel CS, waarin een gesprek met één gast uit de culturele wereld wordt afgewisseld met muziek (overwegend klassiek, deels live) en soms nog enige andere onderdelen (een gesprek met een kunstenaar die een week lang werkt in VondelCS en een verhaaltje voor het slapengaan). Op 8 september 2015 zou Joost Zwagerman te gast zijn in Opium op 4 op het moment dat zijn overlijden bekend werd; de uitzending werd toen verder gevuld met de muziekkeuze van Zwagerman. In januari 2022 is Opium verplaatst van de late avond naar 19.00 uur.